# خلفای راشدین

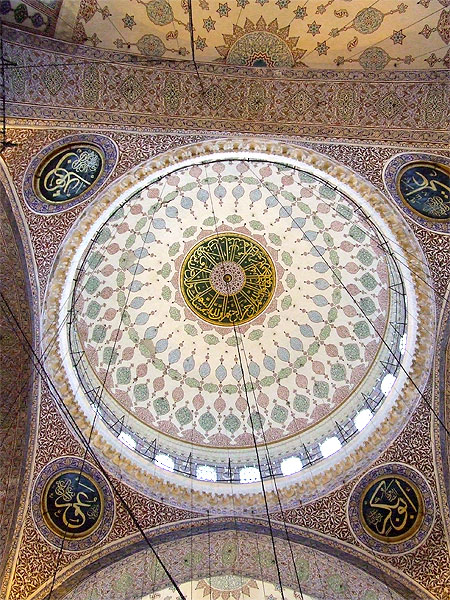
نام ابوبکر، عمر، عثمان و علی

خلفای راشدین اصطلاحی است که از سوی مسلمانان سنی در اشاره به چهار شخصی که پس از وفات محمد به خلافت رسیدند، به‌کار می‌رود. این چهار تن به ترتیب عبارت‌اند از: ابوبکر، عمر، عثمان و علی. همچنین برخی منابع اهل سنت، حسن را پنجمین خلیفهٔ راشد و کامل‌کنندهٔ خلافت راشدین می‌دانند.
اهل سنت با اعتقاد به مرجعیت صحابه و اجماع آنان دربارهٔ خلفای راشدین، شرایط و شیوهٔ استقرار خلفای چهارگانه را نمونهٔ آرمانی و مشروع دولت اسلامی می‌دانند. و الگوی خلافت راشدین به‌خصوص در زمان ابوبکر و عمر، از نظر کسانی که خواستار خلافت در زمان کنونی هستند مورد تأیید است.

## ابوبکر
نام کامل وی عبدالله بن عثمان بن عامر بن عَمرو بن کعب ابن سعد بن تَیم بن مُرة بن کعب بن لؤّی القرشی التیمی. کنیه‌اش «صدیق» و نام مادرش أم الخیر سلمی بنت صخر بن عامر بن کعب بن سعید بن تیم بن مُرة است. ابوبکر در سال ۵۷۳ م در مکه زاده شد. او ۳ سال از محمد بن عبدالله کوچک‌تر و دختر وی عایشه، یکی از همسران پیامبر اسلام بود. وی نخستین خلیفهٔ قلمروی اسلام است که از ۱۰ ق. هـ تا ۱۳ هـ حکومت کرد.

## عمر
عمر در سال ۵۸۶ میلادی در مکه زاده شد. کنیهٔ عمر «ابو حفص» و نام کاملش عمر بن الخطاب بن نفیل بن عبدالعزی بن رباح بن عبدالله بن قُرط بن رزاح بن عدی بن کعب بن لؤّی بن غالب القرشی العدوی و نزد اهل سنت ملقّب به «فاروق» است. او در سال ششم بعثت در حالی‌که ۲۶ سال داشت ایمان آورد و مسلمان شد. دخترش حفصه همسر پیامبر اسلام بود. وی دومین خلیفه در خلافت راشدین (از ۱۳ تا ۲۳) است.

## عثمان
وی سومین تنی بود که خلافت راشدین را از تاریخ ۲۳ ق هـ تا ۳۵ هـ متصدی شد. نام کامل او عثمان بن عفان بن ابی العاص بن امیه بن عبد شمس بن عبد مناف القرشی الاموی است. نسب او و محمد پیامبر مسلمانان در عبدمناف به هم می‌رسند. مادرش اروی بنت کریز بن ربیعه بن حبیب بن عبد شمس بن عبد مناف، مادربزرگش البیضاء بنت عبدالمطلب، عمهٔ محمد و کنیه‌اش «ابی عبدالله و ابی عمرو» است.
او در سال ۵۷۶ میلادی در شهر طائف متولد شد. او با دو دختر محمد به نام‌های «رقیه» و «ام کلثوم» ازدواج کرد.

## علی
علی چهارمین خلیفه (۳۵ ق هـ - ۴۰ هـ)، نام کامل او علی‌ابن ابی‌طالب بن عبدالمطلب بن هاشم بن عبد مناف بن قصی بن کلاب بن مُرة بن کعب بن لؤّی بن غالب بن فهر بن مالک بن نضر بن کنانه بن خزیمة بن مدرکه بن الیاس بن مضر بن نزار بن معد بن عدنان است. مادرش فاطمه بنت اسد و داماد و پسرعموی محمد و کنیه‌اش «ابوالحسن» و «ابوالسِبطَین» است. او در سال ۶۰۰ میلادی در مکه زاده شد.
علی که در نوجوانی تحت سرپرستی محمد بود، نخستین فرد ایمان‌آورده به اسلام است. فاطمه زهرا دختر محمد، همسر وی بود.

## حسن
پس از ترور علی بن ابی‌طالب، مردم کوفه با فرزند ارشدش حسن مجتبی بیعت کردند. او علاوه بر این‌که پسر علی بود، نوهٔ محمد هم بود. با این حال، حسن بن علی به‌عنوان خلیفهٔ جدید در کوفه با مخالفانی مثل معاویة بن ابی‌سفیان در شام مواجه شد و به خاطر نگرانی از آیندهٔ امت اسلامی، پس از ۶ یا ۷ ماه خلافت، به نفع معاویه کناره‌گیری کرد و به این ترتیب، خلافت راشدین با روی کار آمدن خلافت امویان پایان یافت.
اهل سنت، حسن مجتبی را پنجمین خلیفهٔ راشدین و خلافت او را ادامهٔ خلافت راشدین و کامل‌کنندهٔ آن می‌دانند. حدیث «الخلافه فی امتی ثلاثون سنه ثم ملک بعد ذلک» (خلافت در امت من سی سال خواهد بود و پس از آن سلطنت و پادشاهی است) را محمد تِرمذی و احمد بن حنبل در کتاب‌هایشان ذکر کرده‌اند و ابن کثیر در تفسیر این حدیث گفته که این ۳۰ سال با خلافت حسن مجتبی کامل می‌شود؛ چراکه تفویض خلافت به معاویه دقیقاً ۳۰ سال پس از درگذشت محمد صورت گرفت. به گفتهٔ ابوبکر بن العربی، این حدیث محمد با خلافت ۸ ماههٔ حسن مجتبی (بدون حتی یک روز اختلاف از ۳۰ سال) محقق گشت.
ابن ابی العز حنفی نیز می‌گوید: خلافت ابوبکر ۲ سال و چند ماه، خلافت عمر ۱۰ و نیم سال، خلافت عثمان ۱۲ سال، خلافت علی ۴ سال و ۹ ماه و خلافت حسن ۶ ماه طول کشید. مناوی هم ۶ ماه خلافت حسن را تکمیل‌کنندهٔ ۳۰ سال خلافت راشدینی می‌داند که محمد به آن اشاره کرده بود.
بعضی نیز عمر بن عبدالعزیز، هشتمین خلیفه اموی (حکومت: ۹۹-۱۰۱)، را پنجمین نفر از خلفای راشدین ذکر کرده‌اند.

## عقاید شیعیان
شیعهٔ دوازده‌امامی فرمانروایی سه خلیفهٔ نخست را نادرست می‌داند. گروه زیدیه و شیعهٔ اسماعیلی به خِلافت فرد خوب با وجود فرد خوب‌تر باور دارند، بدین گونه که علی شایسته‌ترین تن برای خلافت است ولی خلافت ابوبکر، عُمر و عُثمان را هم می‌پذیرند و اسماعیلیه و ائمهٔ اسماعیلیه آنها را عادل و دادگر می‌خوانند.

### خلفای ثلاثه
گروهی از شیعیان به سه خلیفهٔ نخست خلفای راشدین یعنی ابوبکر، عمر بن خطاب و عثمان بن عفان به‌منظور جدا کردن نام امامان شیعه (علی و حسن) از سه خلیفهٔ نخست نام خلفای ثلاثه اطلاق می‌کنند؛ مثلاً می‌گویند: شاه اسماعیل دوم امر کرده بود روزهای جمعه و در بالای منابر از خلفای ثلاثه به نیکویی سخن گفته شود و از لعنت فرستادن به ایشان خودداری گردد.

## خلفای راشد در شعر و ادب فارسی

### سلمان ساوجی
| رضوان جنان سرای دارت        |  | جبریل امین امیر بارت   |
| کرده سر آسمان متوج          |  | یمن قدم بزرگوارت       |
| ای پنج ستون خانه شرع        |  | قایم به وجود چار یارت  |
| اول به وجود ثانی اثنین      |  | صدیق که بود یار غارت   |
| ثانی عمر است آنکه زد خشت    |  | و افراخت بنای استوارت  |
| عثمان که از حیای ابرش       |  | شد تازه و سبز کشتزارت  |
| باقی است علی ولی عهدت       |  | او بود وصی حق گزارت    |
| داری دو گهر که گوش عرش است  |  | آراسته زان دو گوشوارت  |
| این گل عرقی است از تو مانده |  | بر روی زمین به یادگارت |

### فردوسی
| به گفتار پیغمبرت راه جوی     |  | دل از تیرگیها بدین آب شوی   |
| چه گفت آن خداوند تنزیل و وحی |  | خداوند امر و خداوند نهی     |
| که خورشید بعد از رسولان مه   |  | نتابید بر کس ز بوبکر به     |
| عمر کرد اسلام را آشکار       |  | بیاراست گیتی چو باغ بهار    |
| پس از هر دوان بود عثمان گزین |  | خداوند شرم و خداوند دین     |
| چهارم علی بود جفت بتول       |  | که او را به خوبی ستاید رسول |
| که من شهر علمم علیم در ست    |  | درست این سخن قول پیغمبرست   |

### سعدی
| درود ملک بر روان تو باد     |  | بر اصحاب و بر پیروان تو باد |
| نخستین ابوبکر پیر مرید      |  | عمر، پنجه بر پیچ دیو مرید   |
| خردمند عثمان شب زنده‌دار     |  | چهارم علی، شاه دلدل سوار    |
| خدایا به حق بنی فاطمه       |  | که بر قولم ایمان کنم خاتمه  |
| اگر دعوتم رد کنی ور قبول    |  | من و دست و دامان آل رسول    |
| چه کم گردد ای صدر فرخنده پی |  | ز قدر رفیعت به درگاه حی     |
| که باشند مشتی گدایان خیل    |  | به مهمان دارالسلامت طفیل    |
| خدایت ثنا گفت و تبجیل کرد   |  | زمین بوس قدر تو جبریل کرد   |

## گاه‌شمار
توجه شود که سال‌های خلافت دقیقاً مصادف با اولین روز سال جدید نیستند